# يوهان بيريز
يوهان بيريز (بالإسبانية: Johan Pérez) مواليد 10 يونيو 1983 في كاراكاس، هو ملاكم محترف فنزويلي يصنف ضمن فئة وزن الوسط بدأ مسيرته الاحترافية سنة 2005 حيث انتصر في نزاله الأول. حقق بطولة رابطة الملاكمة العالمية.

## إحصائيات
خاض خلال مسيرته 25 نزالا، فاز في 20 وتعادل في 1 وخسر في 3. فاز بالضربة القاضية في 13 نزالا.

## روابط خارجية
- يوهان بيريز على موقع بوكس ريك (الإنجليزية) (registration required)